# Ángel Tomás García
Ángel Tomás García (Villena, 1941 - Valencia, 2007) fue un sacerdote salesiano, fundador del Grupo Martes, asociación de reinserción social.

## Vida
D. Ángel Tomás García, nació en Villena (Alicante) el 1 de octubre de 1941, ingresó en la Congregación Salesiana de Don Bosco el 16 de agosto de 1958 y fue ordenado sacerdote el 28 de abril de 1968.
Su esfuerzo y capacidad de trabajo empezó destacando en su época estudiantil, siendo este un resumen de sus titulaciones:
- Maestro de Enseñanza primaria – Sant Vicent dels Hosts 15/02/1966. 
- Baccalaureum in Sacra Theología – Roma 25706-1968 (Pontificio Ateneo Salesiano).
- Licenciatum in Philosophia – Pedagogía 1/07/ 2001 – PAS. Roma Summa cum laude 30/30.
- Diploma Qualificationis Psicológica. 1/07/2001 – PAS. Roma. Summa cum laude 30/30.
- Maestro de primera enseñanza Madrid 31/01/1972.
- Licenciado en Filosofía y Letras. Sección de Pedagogía. Madrid 28/03/1974. 
- Licenciado en Filosofía y Letras. Sección Psicología. Madrid. 12/06/1979. 
- Sexólogo por el IN.CI.SEX. Madrid.

En el año 1971 se incorpora como director junto con un equipo de psicólogos y pedagogos a un nuevo concepto de mejora  recién establecido en algunos centros escolares: los Gabinetes de Orientación Psicopedagógica, asistiendo a los niños más problemáticos del colegio de San Antonio Abad, ubicado en la ciudad de Valencia, del Colegio San Juan Bautista de Burriana, y otros Centros de la antigua Inspectoría Salesiana de San José –que abarcaba la Comunidad Valenciana, Zaragoza, Albacete y Murcia- orientando a sus familiares y por extensión atendiendo en sus despachos de Valencia a particulares que le requieren su ayuda y atención psicológica.
De manera absolutamente innovadora, comienza a impartir charlas y ponencias de Educación sexual, primero en el colegio salesiano de la calle Sagunto, después como consecuencia del interés que despierta su labor, se le empieza a requerir en múltiples actos, colegios y universidades.
Debido a la problemática surgida, derivada del uso y abuso de drogas, que fue encontrando desde los inicios de su labor como psicólogo, en el año 1980 empieza a visitar de forma totalmente pionera - en la cárcel modelo de Valencia- a antiguos alumnos que han comenzado una andadura delictiva en el mundo de la marginalidad. 
El 27 de mayo de 1982, fomenta y promueve unas reuniones con profesionales titulados y concienciados, bajo el nombre de “Aseptto” – Estudio, prevención y tratamiento de las toxicomanías. Sería la semilla de futuros proyectos, siendo el primero -en la ciudad de Valencia-  a destacar en esta materia. En esa época, no existía ningún recurso que se hiciese cargo de estos jóvenes drogadictos. 
A día de hoy, en la zona de Zaidía (que abarca los barrios periféricos del norte de la ciudad: Torrefiel, Barona y Orriols, barrios de carácter popular, con desempleo, inmigración y un nivel general de estudios medio/bajo), lugar en donde están las oficinas, local de actividades y pisos, sigue sin existir ninguna otra alternativa de ayuda para estas personas que se inician en las drogas, prostitución, delincuencia, exclusión social, marginalidad y pobreza.
Su vocación humanista, juega a favor, ya que sus horas de trabajo y dedicación son muchas y se vuelca completamente con este tipo de personas – los más pobres, excluidos y con dificultades de adaptación social-, ya que percibe con facilidad la falta de apoyo que tienen y las dificultades reales para salir de este mundo de drogas y delincuencia. Además de repercutir en un bien para estas personas y sus familias, todos salen beneficiados ya que cuantas más personas se sacaran de las drogas, menos delincuencia e inseguridad ciudadana iba a haber en el barrio.
Pese a las dificultades que se le presentan y gracias a su perseverancia, motivación contagiosa y argumentos contundentes pone en marcha un programa de prevención de drogodependencia, con lo que comienza a impartir múltiples charlas, conferencias y cursos, en colegios, encuentros y congresos, tanto en España como en América, siendo además autor de numerosos artículos y publicaciones. Se le invita a participar en programas temáticos de televisión y de radio.
Junto a esto crea, en el ámbito salesiano, la llamada “Comisión de Marginación”: un equipo motivado de personas comprometidas que dentro de la Pastoral Juvenil, animan, coordinan a equipos y consejos directivos, tratando de sensibilizar a toda la familia salesiana ante esta problemática. Actuando y evaluando todo lo referente al campo de la marginación en cada obra de la Inspectoría. Siendo punto de apoyo, encuentro y consolidación. Dando impulso a nuevas iniciativas, promoviendo la formación de los que trabajan en este campo. Haciéndose presentes y enlazando con otras iniciativas que, a nivel social trabajan este ámbito, denunciando situaciones de marginación y siendo eco de los jóvenes marginados para que puedan ser escuchados.
Siguiendo con ese espíritu transgresor de lucha por ayudar en la inserción de las personas más marginadas de estos barrios. En el año 1986, resuelve formar un equipo de trabajo que empieza a reunirse los martes, dispuesto a ayudar a estos jóvenes marginados con graves problemas de inserción social, drogadictos, alcohólicos, ludópatas, individuos que ejercen la prostitución -tanto hombres  como mujeres-, reclusos, exreclusos, jóvenes que vagan por la calle sin estudios ni trabajo, personas enfermas de VIH… 
Vuelca su atención en los más desfavorecidos del barrio, personas próximas a la indigencia, sin familia, personas que querían cambiar su modo de vida y no tienen ningún medio alguno para ello. Dada la inmensa respuesta y envergadura que toma esta acción, se decide constituir formal y legalmente esta asociación, que pasa a llamarse Grupo Martes.
En el año 1989, se habilita un piso para acoger y atender a jóvenes toxicómanos, carentes de apoyo familiar o en situación de indigencia, para que puedan tener acceso al tratamiento de Proyecto Hombre. En 1991, se abre un segundo piso: para completar el programa de rehabilitación en su fase de reinserción sociolaboral. La estancia y manutención en estos pisos es de carácter completamente gratuito. Encontrar el local de actividades y abrir estos pisos no fue cosa sencilla, hubo muchas dificultades que salvar, pero el espíritu, la motivación y el carácter de aquel que cree en la inserción social pudieron solventar todos los problemas.
En 1993, el Grupo Martes, se hace presente en la cárcel de Picassent y empieza a colaborar activamente con un grupo de internos, desarrollando dinámicas de reeducación en valores, salidas terapéuticas, y ofreciendo, con los pisos tutelados de la asociación, una alternativa para internos que disfrutasen de beneficios penales, pudiendo cumplir sus condenas realizando la terapia de Proyecto Hombre en dichos pisos.
De 1998 a 2002 se crean como parte de la actividad del Grupo, dos Talleres de Inserción Laboral, con el fin de preparar y facilitar la inserción profesional de aquellas personas con las que ya se estaba trabajando en otros ámbitos, conscientes de que el acceso al empleo es una de las mejores armas contra la exclusión social.
Las reuniones de los martes empiezan a ser parte de la estructura fundamental. Base de encuentro y de unión, tanto de voluntarios como de jóvenes de los barrios de Barona, Torrefiel, inclusive de otros barrios de valencia más alejados de la zona de Zaidía, todos ellos con problemas, que vienen en busca de ayuda. La asistencia empieza a rondar las 60 o 70 personas en cada una de ellas. 
Durante todos estos años de funcionamiento, más de 5.000 personas han sido atendidas en la asociación, además de ello, hay que destacar la presencia de la figura del voluntario. Se ha conseguido motivar, sensibilizar y concienciar a voluntarios de todas las edades de los barrios de la zona, no sólo jóvenes; este voluntariado se ha caracterizado por el apoyo en la Acción Social Comunitaria, es decir el apoyo formal e informal en estos barrios de Asociación de Vecinos, Asociación de Padres de Alumnos, Comercios, Asociaciones deportivas, otras ONG, etc… 
Fruto de las reuniones, empiezan a realizarse otro tipo de actividades, todas ellas pretendiendo ser una vía  alternativa de solución, para paliar la exclusión social de individuos marginados en extremo. Además de ofrecerles la oportunidad de una desintoxicación, se trata de trabajar para ocupar el tiempo libre con personas que les acojan desde un ambiente positivo, personas con la que pueden contar y compartir momentos de ocio con acciones nuevas para ellos. Se les oferta la actividad de la publicación de una revista para que aprendan a trabajar en común, que les ayude a pensar, a centrarse en la escritura de un artículo, a sentirse útiles y valorados. Se desarrollan cursos de idiomas, de informática, de fotografía, de baile, escuelas de padres. Pueden practicar deportes: frontenis, natación y la liga de futbito. Acampadas y retiros para poner en práctica todo lo que se ha trabajado con ellos a lo largo del curso. A estas acampadas asisten también personas procedentes de la prisión como parte del programa de salidas terapéuticas presentado a Instituciones Penitenciarias. Cualquier cosa viene bien para afrontar, con reales expectativas de éxito, su proceso de recuperación-reinserción.
En el año 2000, D. Ángel sale elegido Provincial salesiano, pese a este cambio de estatus, sigue formando parte de la junta directiva de la asociación Grupo Martes, aunque se decide nombrar a otra persona para dinamizar la obra y que la asociación siga funcionando a pleno rendimiento. Este cambio no le ha impedido participar activamente, en la medida de sus posibilidades.
En el año 2006, una vez terminado su responsabilidad al frente de la inspectoría salesiana. Se embarca en otro proyecto, con esa capacidad de trabajo que le caracteriza, se trata de una casa de acogida de menores en situación de guarda y/o tutela, con una capacidad de 12 plazas: Casa Don Bosco de Valencia. Estos menores comparten las características propias de la edad en la que se encuentran, pero por la realidad que les ha llevado a una situación de desprotección suelen tener otra  serie de características compartidas: un medio familiar inexistente, deteriorado o en grave dificultad, baja autoestima, inseguridad, miedo al fracaso, poca tolerancia a la frustración, poca capacidad de resistencia, fracaso escolar, problemas psicológicos y afectivos, falta  de habilidades sociales, etc.
La Casa Don Bosco tiene como finalidad ofrecer un lugar de residencia y convivencia que desarrolle las capacidades de los residentes mediante un proceso individualizado y fomente la integración en el ámbito comunitario, garantizando al menor todo lo que precise en función de su reinserción a la familia, al acogimiento familiar o a cualquier solución que resulte más idónea. Este Centro de Acogida de menores está al amparo de la Orden de 19 de junio de 2003 de la Consellería de Bienestar Social por la que se regula la tipología y condiciones materiales y de funcionamiento de los Centros de Protección de Menores, en la Comunidad Valenciana  es un establecimiento abierto de atención integral y carácter educativo para niños y adolescentes en situación de guarda y/o tutela que se encuentran privados de un ambiente familiar idóneo.
Una vida caracterizada por una trayectoria de solidaridad y ayuda a los más desfavorecidos. Incansable y luchador. Falleció en Valencia, un martes, 22 de mayo de 2007.

## Reconocimientos
En 2007 recibió el premio València se solidaritza, que entrega la Concejalía de Bienestar Social de Valencia.
El 26 de enero de 2013 el Ayuntamiento de Valencia le dedicó una calle, en el barrio de San Antonio, próxima a la obra salesiana de la calle Sagunto.